# Obraz kliniczny
Obraz kliniczny (ang. clinical picture) – całokształt obserwacji poczynionych przez lekarza i informacji zebranych przez niego podczas wywiadu lekarskiego z chorym (anamnezy) oraz w wyniku badania fizykalnego, które charakteryzują daną chorobę u konkretnego pacjenta.
Na przykład obraz kliniczny zapalenia płuc obejmuje następujące objawy u pacjenta: kaszel, duszność, gorączkę, przyspieszone, płytkie oddychanie, ból pogarszający się przy głębokim oddychaniu i kaszlu, ewentualnie także odkrztuszanie zielonej lub żółtej flegmy oraz patologiczne zjawiska osłuchowe w płucach.
Znajomość obrazu klinicznego bywa wystarczająca do postawienia diagnozy. Obecnie, aby postawić właściwą diagnozę wykonuje się pomocniczo badania laboratoryjne, np. badanie krwi, badanie moczu, badanie kału, posiew, endoskopię, USG, EKG, EEG oraz zdjęcia RTG.
Tym niemniej znajomość obrazu klinicznego danego pacjenta w dalszym ciągu odgrywa kluczową rolę w diagnozowaniu. Na jego podstawie lekarz ustala wstępną diagnozę i bierze pod uwagę inne najbardziej prawdopodobne diagnozy, czyli inne choroby dające podobne objawy (tzw. diagnozowanie różnicowe). Następnie zleca pacjentowi wykonanie dodatkowych badań w celu potwierdzenia lub wykluczenia diagnozy wstępnej. 
Zlecanie dodatkowych badań bez wcześniejszej znajomości obrazu klinicznego pacjenta i bez ustalenia wstępnej diagnozy prowadzi do konieczności wykonania zbyt wielu badań, co pociąga za sobą zbędne koszty leczenia oraz nie jest wskazane, albowiem niektóre badania wywołują efekty uboczne u pacjenta.
Obraz kliniczny może być również czasami nietypowy, np. u ludzi starszych w przypadku zapalenia płuc, co utrudnia szybkie postawienie właściwej diagnozy i rozpoczęcie antybiotykoterapii, a tym samym pogarsza rokowanie dla pacjenta. Nawet obrazy kliniczne grzybicy stóp wywołane przez ten sam gatunek grzyba mogą wykazywać znaczne różnice u różnych pacjentów.
Obraz kliniczny choroby jest niejednokrotnie ważniejszy niż jej obraz uzyskany na podstawie badań dodatkowych. Jako przykład może służyć zawał mózgu, w którym przed przystąpieniem do leczenia trombolitycznego wykonuje się badania obrazowe, np. tomografię komputerową głowy, która nie wykazuje jeszcze zmian, natomiast klinicznie stwierdza się głęboki niedowład połowiczy. Pomimo braku zmian w tomografii, kierując się obrazem klinicznym, podaje się rt-PA (Actilyse ®) w celu rekanalizacji niedrożnego naczynia tętniczego.